# Paul (Krake)

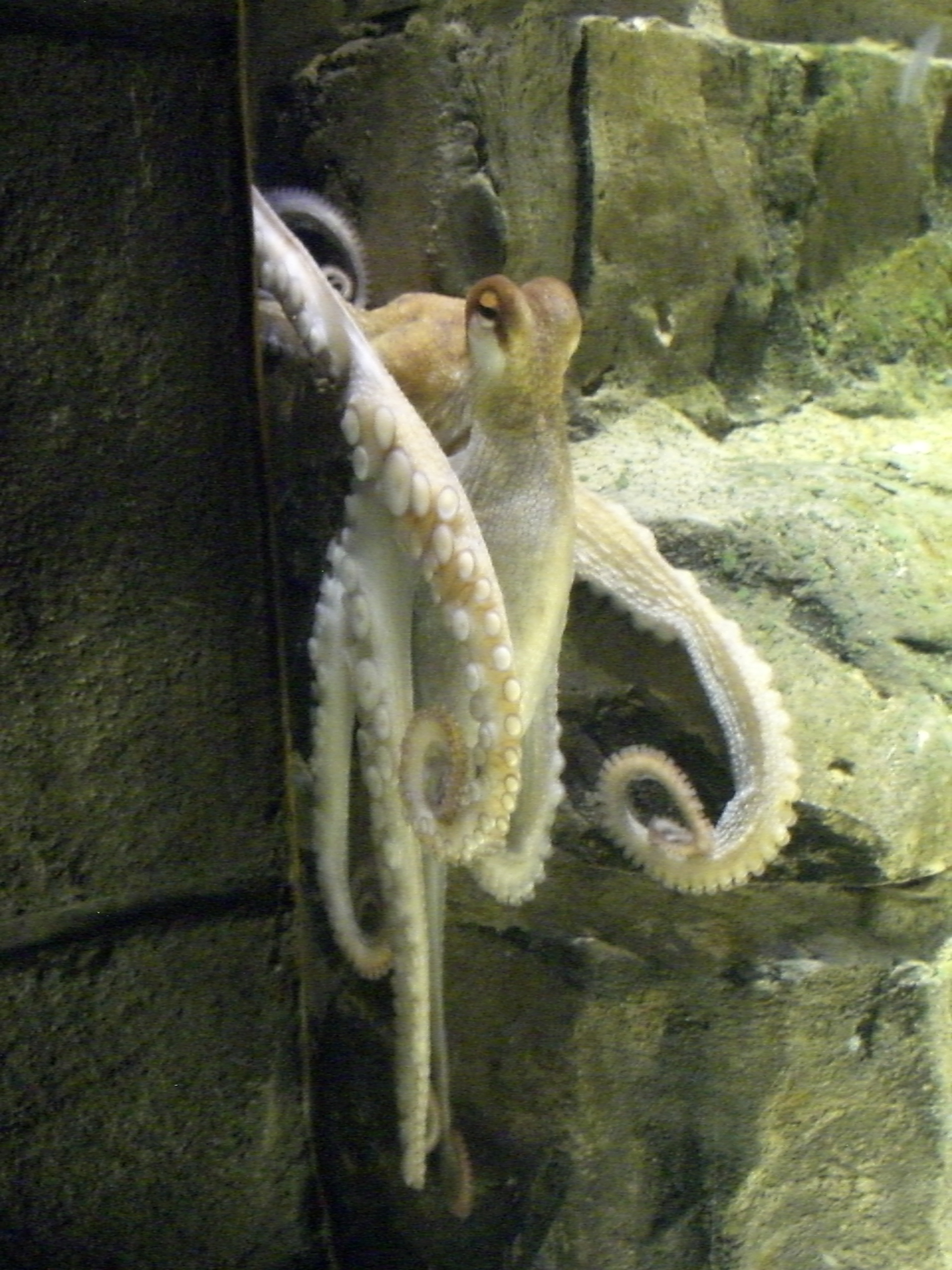
Kraken-Orakel Paul im Oberhausener Großaquarium

Paul (* 26. Januar 2008 im Atlantischen Ozean bei Weymouth, Dorset; † 26. Oktober 2010 im Sea Life Centre, Oberhausen) war ein Krake, der als Orakeltier für die „Vorhersage“ von Spielergebnissen bei internationalen Fußballturnieren bekannt wurde. Er lebte in dem Großaquarium Sea Life Centre im nordrhein-westfälischen Oberhausen.
Besondere Medienbekanntheit erreichte Paul, als er während der Fußball-Weltmeisterschaft 2010 als Kraken-Orakel (auch: Oktopus-Orakel, Tentakel-Orakel oder Okrakel) den Ausgang aller Spiele mit deutscher Beteiligung sowie das Endspiel der WM korrekt „voraussagte“. Nach der Weltmeisterschaft wurde Paul nicht mehr „befragt“.

## Herkunft
Es handelte sich um einen Gewöhnlichen Kraken (Octopus vulgaris). Paul lebte, Angaben seiner Pfleger zufolge, zunächst 2008 in dem kommerziellen Meerwasseraquarium Sea Life Centre in Weymouth. Im Alter von drei Monaten kam das Tier nach Oberhausen in das dortige Großaquarium desselben Betreibers, der zu der britischen Merlin Entertainments Group gehört. Einem mehrfach, auch international (so von ESPN) zitierten Bericht der Bild-Zeitung zufolge sei Paul erst im April 2010 in Italien im Alter von maximal vier Wochen gefangen und dann zu Sealife verbracht worden. Bei dem Paul von 2008 müsste es sich damit um ein anderes Tier handeln. Letzteres nimmt auch Ángel Guerra vom spanischen Meeresforschungsinstitut (im CSIC-Verbund) in Vigo an.
Pauls Name ist dem Titel des Gedichtes Der Tintenfisch Paul Oktopus von Boy Lornsen entlehnt.
Die Idee zum orakelnden Oktopus wurde von der PR-Agentur Dederichs Reinecke & Partner entwickelt, die 2011 für die Presse- und Medienarbeit zu Krake Paul mit dem Internationalen Deutschen PR-Preis ausgezeichnet wurde.

## Kraken-Orakel

### Einsatz als Orakeltier

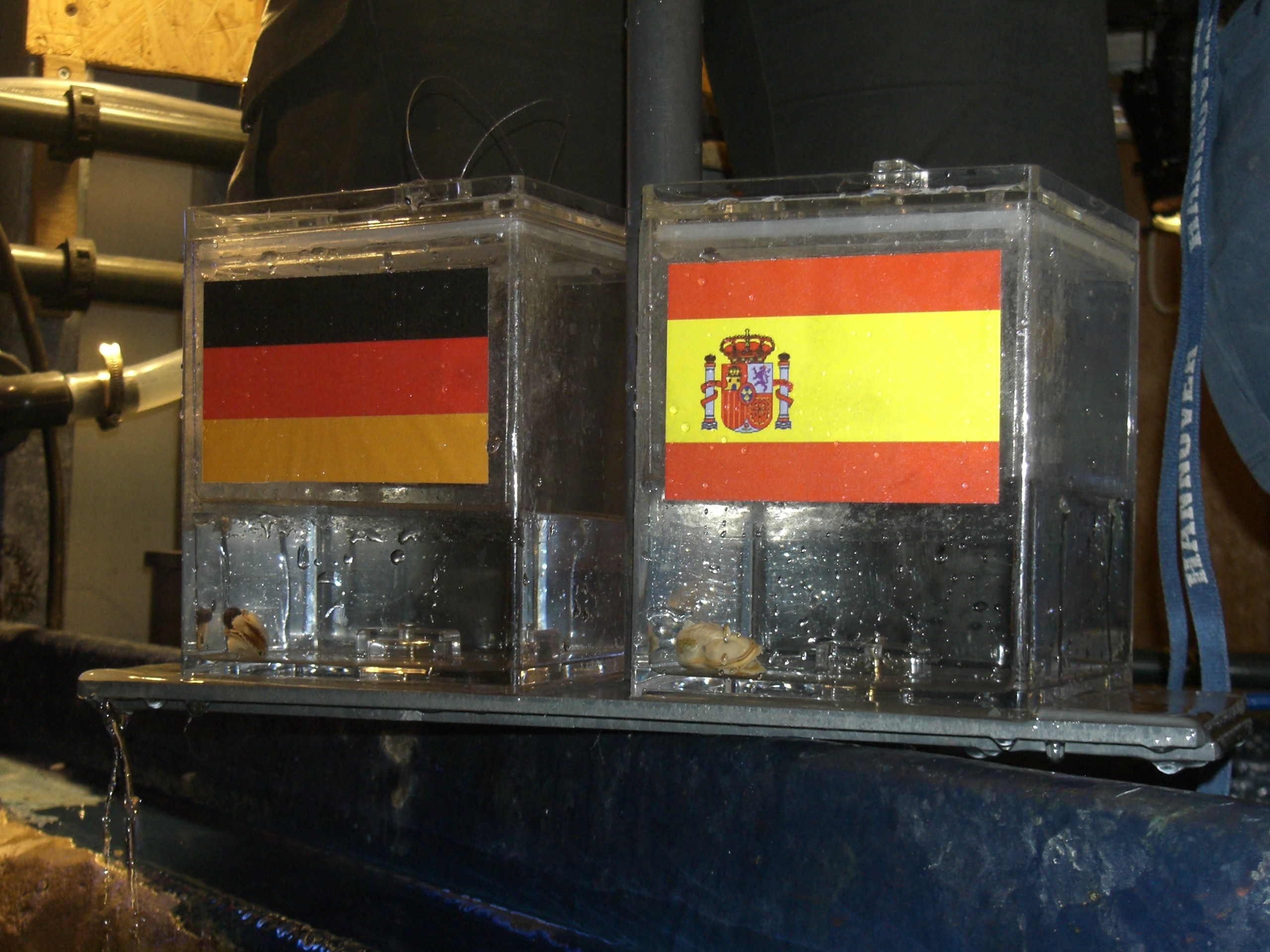
Futterbehälter für die Vorhersage des Halbfinalspiels Deutschland gegen Spanien

Paul wurde im Sea Life Centre in Oberhausen als Attraktion für die Besucher des Großaquariums zweimal als Kraken-Orakel bzw. Oktopus-Orakel für die Vorhersage von Spielausgängen bei großen Fußballturnieren eingesetzt: bei der Fußball-Europameisterschaft 2008 und bei der Fußball-Weltmeisterschaft 2010. Seine Voraussagen erwiesen sich fast alle als richtig, lediglich die deutschen Begegnungen gegen Kroatien und gegen Spanien bei der EM 2008 sagte er falsch vorher.
Jeweils einige Tage vor dem Spiel wurden zwei gleichartige Deckelboxen aus Acrylglas in das Aquarium gesenkt. Die Boxen enthielten Wasser und Futter in Form einer Miesmuschel. Auf der Betrachterseite waren die Boxen mit der jeweiligen Nationalflagge der beiden Länder beklebt, deren Fußballnationalmannschaften gegeneinander antreten sollten. Pauls Futterauswahl galt dann als Vorhersage des späteren Siegers.
Bei der WM 2010 wählte er acht Mal in Folge die Box mit der richtigen Flagge aus. Darunter fallen die fünf Siege der deutschen Nationalmannschaft gegen Australien, Ghana, England, Argentinien und Uruguay sowie die beiden Niederlagen gegen Serbien in der Vorrunde und Spanien im Halbfinale. Am 9. Juli tippte Paul erstmals ein Spiel ohne deutsche Beteiligung und sagte zutreffend einen Sieg Spaniens im Finale gegen die Niederlande voraus.

### Ergebnisse
Für die insgesamt 13 Begegnungen der deutschen Fußballnationalmannschaft während der EM 2008 und der WM 2010 wurde das Krakenorakel „befragt“. Auch der Ausgang des Endspiels der WM 2010 wurde vor dem Spiel von dem Kraken „vorhergesagt“. Dabei wurden bei insgesamt 14 „Voraussagen“ einmal die Flagge Serbiens, elfmal die Flagge Deutschlands und zweimal die Flagge Spaniens ausgewählt.
| Begegnung   | Begegnung  | Runde         | Vorhersage  | Spielresultat (aus deutscher Sicht) | Richtigkeit der „Vorhersage“ |
| ----------- | ---------- | ------------- | ----------- | ----------------------------------- | ---------------------------- |
| Deutschland | Polen      | Gruppenphase  | Deutschland | 2:0                                 | ja                           |
| Deutschland | Kroatien   | Gruppenphase  | Deutschland | 1:2                                 | nein                         |
| Deutschland | Österreich | Gruppenphase  | Deutschland | 1:0                                 | ja                           |
| Deutschland | Portugal   | Viertelfinale | Deutschland | 3:2                                 | ja                           |
| Deutschland | Türkei     | Halbfinale    | Deutschland | 3:2                                 | ja                           |
| Deutschland | Spanien    | Finale        | Deutschland | 0:1                                 | nein                         |

| Begegnung   | Begegnung   | Runde            | Vorhersage  | Spielresultat (aus deutscher/niederländischer Sicht) | Richtigkeit der „Vorhersage“ |
| ----------- | ----------- | ---------------- | ----------- | ---------------------------------------------------- | ---------------------------- |
| Deutschland | Australien  | Gruppenphase     | Deutschland | 4:0                                                  | ja                           |
| Deutschland | Serbien     | Gruppenphase     | Serbien     | 0:1                                                  | ja                           |
| Deutschland | Ghana       | Gruppenphase     | Deutschland | 1:0                                                  | ja                           |
| Deutschland | England     | Achtelfinale     | Deutschland | 4:1                                                  | ja                           |
| Deutschland | Argentinien | Viertelfinale    | Deutschland | 4:0                                                  | ja                           |
| Deutschland | Spanien     | Halbfinale       | Spanien     | 0:1                                                  | ja                           |
| Deutschland | Uruguay     | Spiel um Platz 3 | Deutschland | 3:2                                                  | ja                           |
| Niederlande | Spanien     | Finale           | Spanien     | 0:1                                                  | ja                           |

### Wissenschaftliche Rezeption
Etienne Roquain von der Universität Pierre und Marie Curie wies darauf hin, dass für sich genommen die Wahrscheinlichkeit für – zum damaligen Zeitpunkt bei der WM 2010 – sechs richtige Voraussagen in Folge recht niedrig ist. Paul ist allerdings nur eines von tausenden von Tieren, die zu mehr oder minder scherzhaften Voraussagen verwendet werden. Damit wäre seine Serie richtiger Voraussagen in der Gesamtheit nicht weiter auffällig. Darüber hinaus könnte Paul auch aufgrund anderer Faktoren voreingenommen sein, was gesondert untersucht werden müsste.
Volker Miske, Meereszoologe an der Universität Greifswald, betonte, aus statistischer Sicht müsse ein Versuch standardisiert und vielfach wiederholt werden. Bereits geringe Geschmacksspuren an der Muschelbox reichten aus, um eine Entscheidung zu beeinflussen. „Die saugnapfbesetzten Arme der Kraken sind mit sensiblen Geschmackssinneszellen ausgestattet.“ Die Muscheln sondern in ihren Atemwasserströmen Gerüche ab, die die Futterauswahl des Kraken maßgeblich beeinflussen. So könne es bereits aus einer weniger verschlossenen Kiste zu einer vermehrten Geruchsbildung kommen. Auch reiche es schon aus, „dass eine Muschel etwas größer als die andere ist“.
Obwohl es Untersuchungen gibt, „die darauf hindeuten, dass Kraken keine Farben sehen“, haben sie einen guten Gesichtssinn und können vermutlich sogar polarisiertes Licht wahrnehmen. Nach Shelagh Malham von der Bangor University können Kraken aber Helligkeitswerte unterscheiden und fühlen sich zu ausgeprägten horizontalen Formen hingezogen. Paul könnte daher bevorzugt die deutsche und daneben die spanische wie die serbische Flagge entsprechend öfter ausgewählt haben. Die spanische habe einen ausgeprägteren Horizontalstreifen und die serbische weise eine höhere Helligkeit auf.
Der ungarische Verhaltensforscher Vilmos Csányi schloss dagegen nicht aus, dass Paul manipuliert wurde: „Der Krake ist ein kluges Tier, das in der Lage ist, Probleme zu lösen.“ So verfügt er über ein gutes Gedächtnis und sei fähig, eine Box zu öffnen, aber hinter dem Tier stehe „wahrscheinlich ein Fußballexperte, der die Lieblingsspeise [des Kraken] in der Box verbergen ließ, die jener Mannschaft zugeordnet war, deren Sieg er erwartete“.
Der Pianist Alfred Brendel schrieb einen Beitrag zu Paul unter dem Titel Der Pianist als Oktopus im Jahrbuch 2009–2010 des Institute for Advanced Studies in Berlin. Demnach sei die Fingerfertigkeit der Oktopeden, namentlich Pauls, ein Vorbild für alle Pianisten. Er reagierte damit auf einen Vortrag des Verfassungsrichters Wolfgang Hoffmann-Riem: Die Krake Paul – Oder: Wissenschaft als Nichtwissen-Schaft.

### Medienecho

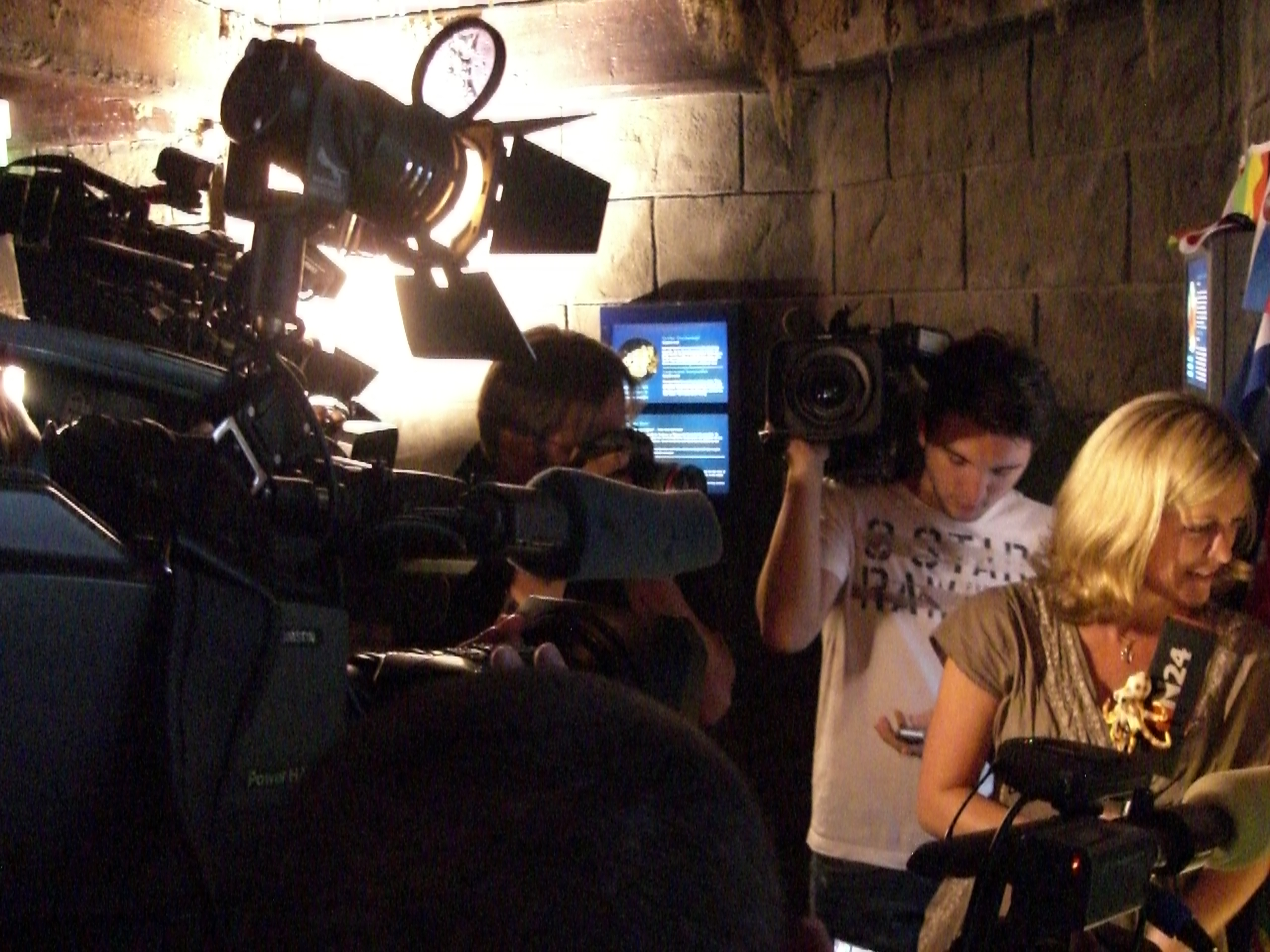
Medienvertreter, hier TV-Reporterin Stephanie Rahn, vor Pauls Aquarium

Die Vorhersagen während der in Südafrika stattfindenden Fußball-Weltmeisterschaft 2010 erhielten von Spiel zu Spiel größere mediale Aufmerksamkeit. Nachdem Paul den Ausgang der Achtelfinalbegegnung gegen England richtig tippte, berichteten auch internationale Zeitungen wie der Guardian oder der Turnierausrichter, der Fußballweltverband FIFA, auf seiner Homepage über Pauls Viertelfinaltipp, den Sieg Deutschlands über Argentinien. Auch dieser traf zu. In der englischsprachigen Presse wurde Paul als psychic octopus bezeichnet – als Krake mit hellseherischen Fähigkeiten. Le Monde sprach von praktisch unschlagbaren Voraussagen. Die japanische AFP unterstellte Paul eine mögliche Unzuverlässigkeit vor dem Englandspiel.
Meldungen aus der deutschen Boulevardpresse zufolge war Paul bereits in Argentinien thematisiert worden. Demnach hatten argentinische Fernsehsender im Vorfeld des Viertelfinalspiels Deutschland – Argentinien unter anderem Kochrezepte vorgeschlagen, um das Tier zu Paella zu verarbeiten. Wie die Süddeutsche Zeitung berichtete, seien von Argentiniern zudem verschiedene Alternativ-Orakel bemüht worden, darunter Schildkröten, Papageien und Delfine, die alle Siege Argentiniens vorausgesagt hatten. Der persönliche Betreuer Pauls im Sea Life Center berichtete, dass es immer wieder Leute gebe, die Paul verspeisen wollten. Er habe jedoch keine Angst, und Paul werde außerdem gut beschützt.
Pauls Tipp am 6. Juli 2010 – einen Tag vor dem Halbfinalspiel Deutschland gegen Spanien – wurde von mehreren Fernsehsendern live übertragen. Bei seiner Weltmeister-Vorhersage am 9. Juli 2010 – einen Tag vor dem Finalspiel Niederlande gegen Spanien – waren mehr als 200 Journalisten im Oberhausener Sea Life, darunter Fernsehteams aus Brasilien, den Niederlanden, Russland und Spanien. In Asien gewann der in Singapur beheimatete Papagei Mani, der alle vier Viertelfinalspiele richtig herauspickte, ein Paul vergleichbares mediales Echo. Im Endspiel entschied sich dieser allerdings für die Niederlande. Im Zuge des Medienhypes um Paul ließ auch das „Sea Life“ im spanischen Benalmádena den Kraken Pepe („pulpo Pepe“) medienwirksam Spielvorhersagen machen; auch Pepe sagte den Finalsieg Spaniens voraus.
Mark Spörrle ordnete in der Zeit-Kolumne Irrwitz der Woche dagegen Paul in eine Reihe von Tieren ein, die in Medien als typische Vertreter eines „Sommerlochs“ thematisiert werden.
Das mediale Aufsehen um seine „Vorhersagen“ machte den Kraken Paul über seine eigene Tätigkeit hinaus im öffentlichen Sprachgebrauch zu einer Allegorie für Prognosen unter Verzicht auf hinreichende Grundlagen: Beispielsweise sei eine fiktive Kraken-Vorhersage des Wirtschaftswachstums zuverlässiger als die tatsächlichen Prognosen der „fünf führenden Wirtschaftsforschungsinstitute Deutschlands“. In Fragen der Entwicklung von Wirtschaft und Börsen gelte: „Wer hat recht? Wer unrecht? Zum heutigen Zeitpunkt jeder und keiner. […] Nur einer – so er sich denn mit Fragen des Finanzmarktes befassen würde – könnte wohl schon heute die Zukunft der Kurse treffsicher vorhersagen: der Tintenfisch Paul.“ Deutschsprachigen Massenmedien wird mit solchen Verweisen auf Paul unterstellt, sie berichteten ernsthaft über vorhergesagte Zukunftsszenarien, die einen noch geringeren Glaubwürdigkeitswert besäßen als die des Oberhausener Orakeltieres: „Selten wurde so viel geschrieben und so wenig belegt. Eigentlich ein Fall für Krake Paul.“

### Außenwirkung und Vermarktung
Nach dem WM-Halbfinal-Sieg Spaniens war Paul auf der iberischen Halbinsel ein viel diskutiertes Thema. Spaniens Ministerpräsident José Luis Rodríguez Zapatero erklärte, er mache sich Sorgen um ihn. Industrieminister Miguel Sebastián und Umweltministerin Elena Espinosa regten an, ihn nach Spanien zu holen, „damit die Deutschen ihn nicht aufessen“. Vor dem Finalspiel der WM kursierte in den Niederlanden ein gefälschtes Bild, wonach Paul bereits auf einen Sieg der Niederlande getippt habe. Die niederländische Zeitung De Telegraaf deckte den Schwindel jedoch auf.
Tierrechtler der Organisation Peta forderten Pauls Freilassung in einem Nationalpark in Südfrankreich ein, wo Fischfang verboten ist. Das Sea Life Centre lehnte eine Freilassung aufgrund des fortgeschrittenen Alters von Paul als verantwortungslos ab.
Einer DPA-Meldung zufolge wurden in der Gemeinde Carballiño in der spanischen Provinz Ourense 30.000 Euro „Ablösesumme“ auf Veranlassung des Bürgermeisters gesammelt. Damit sollte Paul als Attraktion des lokalen Tintenfischfestivals präsentiert werden. Der Vorsitzende des örtlichen Unternehmerverbandes, der Fischer Manuel Pazo, versicherte, dass Paul dabei nicht wie viele seiner Artgenossen als Polbo á feira auf der Speisekarte stehen sollte. Ebenso verhandelte der Zoo Aquarium de Madrid mit Sealife Oberhausen über eine baldmögliche Überstellung von Paul im Austausch gegen dortige Tiere und eine mögliche Ablösesumme. Die Betreiber des traditionsreichen Tiergartens gingen davon aus, dass sich mit Paul die Besucherzahlen erheblich steigern ließen, und wollten eine tiergerechte Betreuung garantieren.
Der uruguayische Schriftsteller und Kolonialismustheoretiker Eduardo Galeano unterstellte Paul im Vorfeld des „kleinen Finales“ eine Gefälligkeitsvorhersage im Bemühen, mit seinem Heimatland gute Beziehungen zu erhalten. Allerdings gewann die deutsche Auswahl das Spiel.
Insbesondere in China haben Medienberichte über Paul eine kulinarische Welle erzeugt. Der Verzehr von Kopffüßern, Tintenfisch wie Kraken in Asien hatte im Gefolge rapide zugenommen. Gesteigertes Interesse bestand zudem an der Haltung der Tiere, wovon Privatleuten aber aufgrund der komplexen Vorgaben für die Haltung der empfindlichen Tiere abgeraten wird. Dementgegen stehen auch Vorgaben des Washingtoner Artenschutzübereinkommens.
Die Sprecherin von Sea-Life Tanja Munzig räumte ein, dass man Paul auch als PR-Gag nutzte, und rechnete mit einer Steigerung der Besuchszahlen. Marketingexpertin Allyson Stewart-Allen unterstellte Paul einen erheblichen möglichen Einfluss etwa bei vergleichender Werbung zwischen rivalisierenden Marken wie Coca-Cola und Pepsi. Max Clifford, der schon die Beatles vermarktet hat, schätzte seinen Wert auf 3,5 Millionen Euro als Werbeikone, während deutsche Fachleute wie Frank Behrendt, Managing Partner der BBDO-Tochter Ketchum Pleon, diese Zahl wesentlich skeptischer sahen, da Paul seinen Zenit schon überschritten hatte: „Nach dem WM-Finale war der Marktwert von Krake Paul am höchsten und sicher sechsstellig. Seitdem nimmt er aber täglich ab. Paul verschwindet mehr und mehr aus den Medien. Zudem haben wir gelernt, dass Kraken kein endlos langes Leben haben und Paul künftig auch nicht mehr in den Tippeinsatz geht. Alles Umstände, die sich kontraproduktiv auf den Marktwert auswirken.“
Die spanische Gemeinde Carballiño ernannte Paul am 13. Juli 2010 zum Ehrenbürger der Stadt. Der Bürgermeister von Carballiño, Carlos Montes, überreichte im Oberhausener Aquarium Sea Life am 22. Juli 2010 eine Silbertafel mit Widmung, eine 20 Zentimeter große Krakennachbildung aus Bronze sowie ein Trikot mit der Nummer acht.
Der iranische Präsident Mahmud Ahmadinedschad erwähnte Paul 2010 mehrfach in einer politischen Rede. Während im Iran die „wahren Werte“ hochgehalten würden, verbreitete Paul „westliche Propaganda und Aberglauben“ und sei ein „Symbol von Dekadenz und Verfall“. Die US-amerikanische Huffington Post veröffentlichte eine fiktiv-satirische Gegenrede Pauls. Er habe, obwohl er in Deutschland lebe, noch niemanden erlebt, dem es dermaßen an Humor mangele wie dem iranischen Machthaber. Nach Oktopusmaßstäben sei es zudem weniger moralisch, Unschuldige zu ermorden, als Fußballspiele richtig zu tippen.
In der chinesischen Krimikomödie Tötet Krake Paul (Zhangyu Baoluo) diente ein chinesischer Artgenosse als Double. Der Film sollte Ende August 2010 in die chinesischen Kinos kommen. „Anfangs wollten wir einen Papagei als Orakel benutzen, aber später entschieden wir uns für einen Zauberwürfel. Als dann Paul durch die Medien ging, haben wir das Drehbuch noch einmal umgeschrieben“, sagte die bekannte Regisseurin Xiao Jiang. Der in Südafrika gedrehte Film handelt von zwei chinesischen Fußballern, die in eine verzwickte Handlung um die Vorhersage von Spielergebnissen gezogen werden.
Ende Juli 2010 wurde der Krake Werbefigur für die Einzelhandelskette Rewe. Im August ernannte der englische Fußballverband Paul zum Botschafter für die Bewerbung Englands um die Austragung der Fußball-Weltmeisterschaft 2018.

## Tod und Nachfolge
In der Nacht zum 26. Oktober 2010 starb Paul eines natürlichen Todes. Besucher des Sea Life in Oberhausen konnten sich in ein Kondolenzbuch eintragen. Nach einigen Tagen wurde Paul eingeäschert.
Am 26. Oktober wurde bekannt gegeben, dass ein Krake namens Paul II. als Pauls Nachfolger bereitstand. Paul II., der aus Montpellier kam, wurde in Oberhausen zunächst eine Woche lang in Quarantäne gehalten und konnte sich dabei an die neue Umgebung gewöhnen. Am 3. November 2010 bezog Paul II. sein neues Aquarium in Oberhausen.

## Nachleben
Nach Pauls Tod beschloss die Gemeinde Marina di Campo auf Elba, eine Straße Via Polpo Paul („Tintenfisch-Paul-Straße“) zu nennen. Sie verläuft vom Ende des Strandes entlang der Küste bis zur Bucht des Hafens Caccamo, wo Paul laut der deutschen Zootierfängerin Verena Bartsch ins Netz gegangen war.
Schon am Tag der Todesnachricht war gemeldet worden, dass Paul ein Denkmal im Sea Life Oberhausen erhalten würde. Das Denkmal für Paul wurde am 20. Januar 2011 eingeweiht. Es besteht aus einem Fußball, auf dem eine Oktopus-Figur thront. Zu sehen ist auch die Urne mit Pauls Asche.
Alexandre O. Philippe drehte einen Dokumentarfilm über Pauls Leben mit dem Titel The Life and Times of Paul the Psychic Octopus, der 2012 in die Kinos kam.
Anlässlich der Fußball-Weltmeisterschaft 2014 stellte ein Google Doodle am 17. Juni 2014 Paul mit einem Heiligenschein dar. Auch am 14. Juli 2014, zum Sieg der deutschen Nationalmannschaft, tauchte Paul in einem Doodle auf, wieder versehen mit einem Heiligenschein.